# Order Kutuzowa (Federacja Rosyjska)
Order Kutuzowa (ros. Орден Кутузова) – jednoklasowe odznaczenie państwowe Federacji Rosyjskiej ustanowione 20 marca 1992. Imieniem patrona marszałka Kutuzowa i kolorami wstążki nawiązuje bezpośrednio do I klasy sowieckiego orderu o tej samej nazwie. Przeznaczony jest głównie do odznaczania rosyjskich oficerów, dowódców jednostek wojskowych i ich zastępców, a także dowódców batalionów i kompanii, za różne zasługi w dowodzeniu w walce z wrogami.